# Ekklesia (falla)
Ekklesia va ser la falla plantada per Nou Campanar en 2015. Formada per tubs de cartó i mosaics, va ser obra de Miguel Arraiz i David Moreno. Plantada en secció Especial, no va rebre cap premi de la Junta Central Fallera.

## Origen
Quan Armiñana abandona la falla i el mecenatge d'aquesta, des de Nou Campanar es decidiren a reinventar el seu paper a la festa, apostant per l'experimentació. Després d'un primer intent en 2014, en 2015 es consolida la nova tendència artística amb Ekklesia, projecte per al qual es va comptar amb l'ajut d'artistes responsables d'experiments reeixits en innovació fallera a la Falla Castielfabib, al mateix barri de Campanar.

## Explicació de la falla

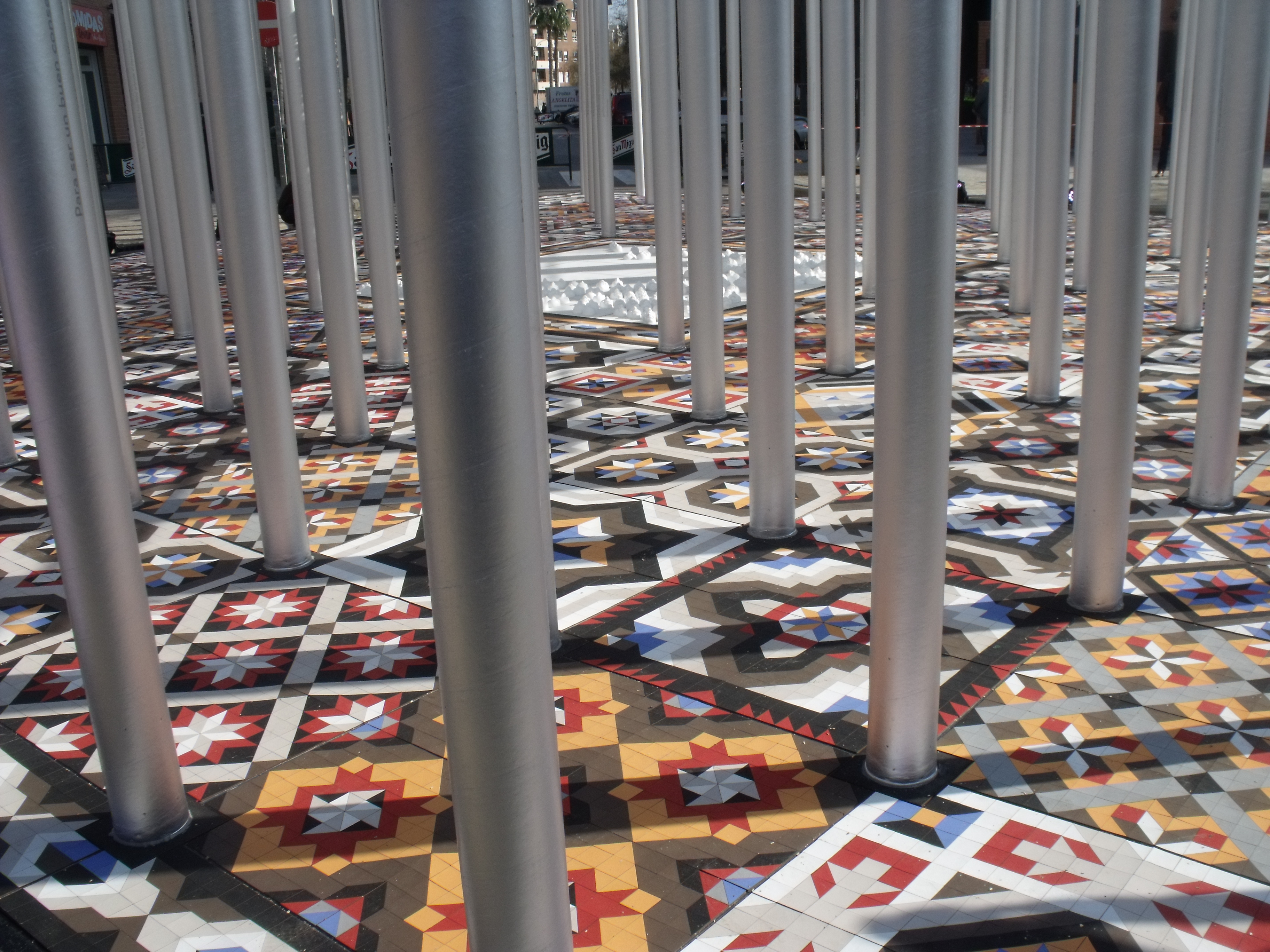
Mostres del mosaic que hi havia als peus de la falla.

L'obra va estar composta per 96.000 peces de mosaic basades en la rajola de la fàbrica Nolla, que van ser elaborades per un total de 350 persones diferents, des d'infants en edat escolar a persones en risc d'exclusió. Damunt del mosaic, 160 tubs de cartó de color plata coronaven la falla, donant una imatge de gàbia. A un costat dels tubs, hi apareixien diferents tweets de gent que havia volgut deixar un missatge per a la falla. El nom, Ekklesia, el rep de la més important assemblea de la democràcia de l'Atenes clàssica, on es jutjava als polítics cada quatre anys, desterrant-ne als corruptes. En seua elaboració es van utilitzar 10.000 quilos de cartó i 7.000 de fusta.
En haver utilitzat un material com el cartó, que en banyar-se perd la seua resistència, la falla va caure a terra el 19 de març, quan les fortes pluges i vents que van caure a València durant aquella setmana van obligar els artistes a tancar-la i deixar el que el vent la tombara. Per la utilització de materials poc contaminants, la cremà va ser estupenda, en opinió dels seus creadors.

## Recepció

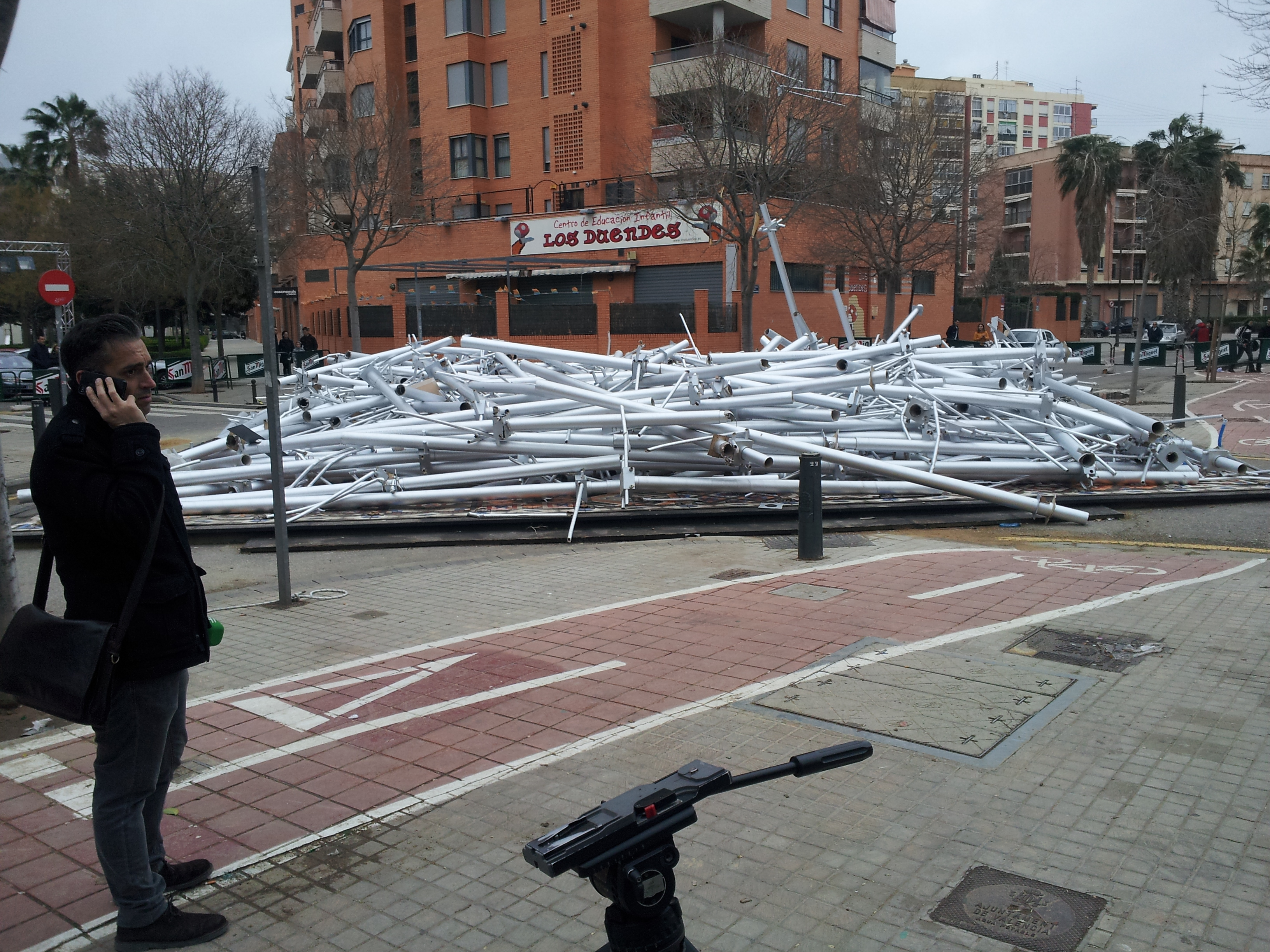
La falla, caiguda a terra pel vent.

Definida com "la falla que agrada als anti-fallers", o com a "falla hipster", des de Nou Campanar es va aprofitar per a realitzar activitats paral·leles com debats (València Vibrant) o espectacles musicals i de llums. Tot i la bona recepció per part de sectors alternatius, i el fet de donar visibilitat a les falles experimentals per plantar-se en Secció Especial i de mà d'una comissió que havia guanyat molts primers premis durant aquella dècada, també es va criticar la poca credibilitat del projecte, precisament, per vindre de mà d'una comissió que havia apostat per una línia completament oposada a la d'este projecte, i que sols va apostar per l'experimentació a partir que el mecenes que sufragava la falla abandonara la comissió. També va criticar que molts dels que per primera vegada s'acostaven a les falles experimentals, o a les falles en general ho feren d'una manera superficial, ignorant tota la trajectòria en experimentació fallera per part de falles menys conegudes.
Pel que fa al públic general, generalment responia sorpresa i de manera negativa en vore la falla. A frases habituals davant falles innovadores, com la consideració que això no és una falla, es van dirigir també insults cap als artistes o als fallers, si bé des dels impulsors hi havia una intenció premeditada de provocar al públic. Com altres falles del mateix equip, també va rebre cobertura per part de publicacions de disseny o arquitectura.